# Kotarō Suzuki
Kotaro Suzuki (鈴木鼓太郎 Suzuki Kotarō?) (18 de junio de 1978) es un luchador profesional japonés famoso por su trabajo en Pro Wrestling NOAH.

## Historia

### Pro Wrestling NOAH (2001-2012)
Después de ser contratado por Pro Wrestling NOAH, Suzuki debutó en 2001 bajo el nombre de Yasuhiro Suzuki, habiendo sido el único estudiante de los treinta del dojo de NOAH que consiguió pasar las pruebas. Al poco tiempo, cambió su nombre a Kotaro Suzuki y consiguió dos oportunidades por el GHC Junior Heavyweight Championship en 2004, pero no tuvo éxito en ninguna.
En 2005, Suzuki adoptó el gimmick de Mushiking Terry, basado en el juego Mushiking: King of the Beetles. En su primer combate, el 18 de julio de 2005, derrotó a Mushiking Joker, pero cuando recibió una nueva oportunidad contra KENTA por en GHC Junior Heavyweight Championship, fue derrotado después de que el campeón utilizara varias tácticas heel.

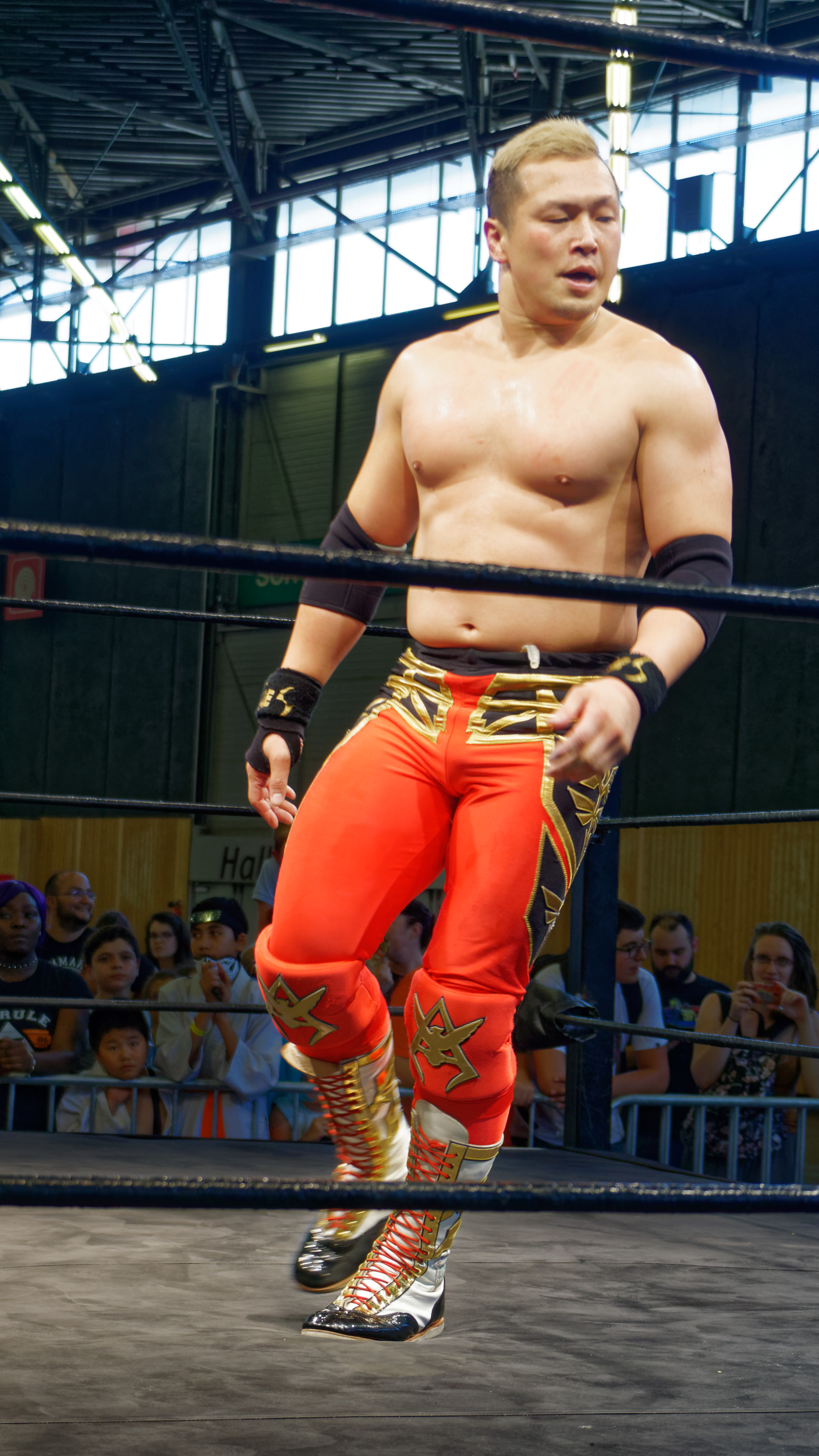
Suzuki en 2017.

## En lucha
- Movimientos finales
  - Blue Destiny[1][2] (Gory neckbreaker)
  - Excalibur[1] (Spinning kneeling belly to belly piledriver, a veces realizado dos veces seguidas)[2]
  - Misty Crash[2] (Bridging three-quarter Nelson suplex)
  - Requiem[1][2] (Electric chair driver)
  - Tiger Driver[1] / Genesis[2] (Sitout double underhook powerbomb) - 2005-2006, 2009-presente; en tributo a Mitsuharu Misawa

- Movimientos de firma
  - Akushizu[1][2] (Flipping release belly to back suplex)
  - Teradrive[2] (Super sitout hip toss) - 2005-2006, aún usado esporádicamente
  - Sky Dive Impact[1] (Frog crossbody)
  - Ryder Kick[1] (Flying side kick)
  - Tiger Suplex '04[3] (Leg hook chickenwing suplex) - 2005-2006
  - Rolling Elbow[1] (Discus elbow smash) - 2009-presente; en tributo a Mitsuharu Misawa
  - 450º splash
  - Death Valley driver[2]
  - Diving hurricanrana
  - Dropkick, a veces desde una posición elevada
  - European uppercut
  - Handspring back elbow strike
  - High-impact palm thrust[2]
  - Inverted hurricanrana
  - Jumping knee strike,[2] a veces desde una posición elevada
  - Jumping sole kick
  - Kip-up
  - Leaping leg drop bulldog[2]
  - Leg trap sunset flip powerbomb[2]
  - Over the top rope suicide moonsault[2]
  - Running high knee strike a un oponente arrinconado
  - Second rope diving reverse shoulder block
  - Slingshot reverse victory roll
  - Tiger feint kick[2]
  - Tilt-a-whirl headscissors derivado en takedown o armbar

## Campeonatos y logros
- All Japan Pro Wrestling
  - All Asia Tag Team Championship (3 veces) – con Atsushi Aoki (1), Kento Miyahara (1) y Jun Akiyama (1)
  - Gaora TV Championship (1 vez)
  - World Junior Heavyweight Championship (1 vez)
  - Jr. Battle of Glory (2014, 2015)
  - Junior Hyper Tag League (2013) – con Atsushi Aoki
  - Jr. Tag Battle of Glory (2023) - con Kaito Ishida.

- DDT Pro-Wrestling
  - KO-D 6-Man Tag Team Championship (1 vez) — con Tetsuya Endo and Yusuke Okada[4]

- Dragon Gate
  - Open the Triangle Gate Championship (2 veces) — con Nosawa Rongai & Eita.

- New Japan Pro Wrestling
  - Mejor lucha en parejas (2003) con Naomichi Marufuji contra Jushin Liger & Koji Kanemoto el 10 de junio

- Pro Wrestling NOAH
  - GHC Junior Heavyweight Championship (2 veces)
  - GHC Junior Heavyweight Tag Team Championship (5 veces) — con Ricky Marvin (1), Yoshinobu Kanemaru (1), Atsushi Aoki (1), Yoshinari Ogawa (1), y Atsushi Kotoge (1)
  - Global Junior Heavyweight League (2018)
  - Nippon TV Cup Junior Heavyweight Tag League (2009) - con Yoshinobu Kanemaru
  - Nippon TV Cup Junior Heavyweight Tag League (2011) - con Atsushi Aoki
  - Global Junior Heavyweight Tag League (2019) – con Yoshinari Ogawa
  - One Day Jr. Heavyweight Six Man Tag Tournament (2008) - con Yoshinobu Kanemaru & Genba Hirayanagi

- Pro Wrestling Zero1
  - International Junior Heavyweight Championship (1 vez)
  - NWA World Junior Heavyweight Championship (1 vez)

- Wrestle-1
  - Wrestle-1 Cruiser Division Championship (1 vez)
  - Wrestle-1 Tag Team Championship (1 vez) - con Kaz Hayashi
  - Wrestle-1 Cruiser Division Fourth Generation Champion Tournament (2016)

- Pro Wrestling Illustrated
  - Situado en el N°290 en los PWI 500 de 2008[5]
  - Situado en el Nº148 en los PWI 500 de 2011